# 水走氏
水走氏（みずはいし、みずはやし）は日本の氏。古代から中世にかけて河内国で活躍した一族。

## 水走氏の成立
河内国一ノ宮の枚岡（平岡）神社や大津神社（河内）を管掌した神官で中臣氏と同流の枚岡神社の主神の天児屋根命(あまのこやねのみこと)を祖とする平岡連の末裔に当たるのが水走氏である。水走氏は本拠地に館（いわゆる、水走氏館、現在の東大阪市五条町）を構え、河内国中部および大和国の一部（現在の東大阪市、大東市、八尾市、生駒市など）を支配した有力豪族。平安時代後期に枚岡神社の神職であった平岡連の一族から水走氏が分派し、枚岡神社の社領や大江御厨を守る武士団へと成長していった。現在の水走は内陸部にあるが、古来、この地まで深田や沼地が続き、旧大和川の支流や寝屋川など多くの河川や深野池などの湖沼や河川があり、水運が発達しており、港があった。それらを管理することで水走氏は漁業権と水運権を確保し、御厨（皇室系荘園）を管理することで大きな力を持つ武士団へと成長していった。

## 河内源氏との関係
河内国の壷井(大阪府羽曳野市壷井)を本拠地として、関東・奥州に出陣し、朝廷内部でもその武力を背景に力を誇示した河内源氏の源義家(八幡太郎義家)やその子、源義忠の家人となってその地位を安定させ、更なる飛躍を遂げた。しかし、平安時代末期、治承・寿永の乱の際に、源氏方の源義経から兵糧米など供出などを命じられ、水走氏の地域支配に対して干渉される事態となった。しかし、時の当主水走康忠は源氏に対して、父、水走季忠は源義家、源義忠の二代に仕えた源氏累代の家人であると主張し、源氏の家人の賦役は軍役であって兵糧米を供出することではないとして兵糧米の供出をことわり、代わりに軍勢を西国に派遣した。また水利権などに関しても源義忠より認められた水走氏の権利であることを主張して認められた。鎌倉時代を通じて、この地域に支配権を確立し、枚岡神社やその地域の社寺を統括し、花国山観音寺などの別当職などを務めるなど活躍した。

## その後の水走氏
鎌倉幕府の滅亡の際には、当主の水走康政はいち早く河内国南部で反幕府の挙兵をした楠木正成に同心して活動するなど機敏な対応をしている。しかし、それに続く、建武の新政に反旗を翻した足利尊氏の挙兵などには同心せず、従来どおり楠木正成に従い、湊川の戦いで楠木正成が敗死した後も楠木正行に味方するなどしたため、高師直らの攻撃を受けて降伏する憂き目を見た。しかし、その後は、河内国守護となった畠山氏のもとで既得権益を縮小しながらも維持し室町時代を生き抜いた。だが、戦国時代になって畠山氏が没落すると水走氏も没落し、枚岡神社の神職として生き残る道を選択せざるを得なくなり、歴史上での活躍は見られなくなる。後に、江戸時代後期に、時の当主、水走忠堅の後、養嗣子となった水走飛騨守忠良は医学を学び、詩文・俳諧につうじた学者となり河内の地に名を残している。現在、子孫はこの地にはなく、東京都に在住している。

## 歴代当主
- 初代：水走季忠
- 二代：水走康忠
- 三代：水走康綱
- 四代：水走康高
- 五代：水走忠持
- 六代：水走忠雄
- 七代：水走忠連
- 八代：水走忠祐
- 九代：水走康政　南朝方。楠木氏寄騎。
- 十代：水走忠夏
- 十一代：水走忠光
- 十二代：水走長忠
- 十三代：水走盛忠
- 十四代：水走忠氏
- 十五代：水走忠為
- 十六代：水走忠義（水走忠元）

（数代略）
- 水走忠堅
- 水走忠良